# جو شولتز جونيور
جو شولتز جونيور (بالإنجليزية: Joseph Charles Schultz Jr.)‏ هو لاعب كرة قاعدة أمريكي، ولد في 29 أغسطس 1918 في شيكاغو في الولايات المتحدة، وتوفي في 10 يناير 1996 في سانت لويس في الولايات المتحدة.

## وصلات خارجية
- جو شولتز جونيور على موقعبيزبول رفرنس.كوم (الدوري الرئيسي) (الإنجليزية)
- جو شولتز جونيور على موقع جمعية أبحاث البيسبول الأمريكية (الإنجليزية)